# Ляльшур (Шарканський район)
Ляльшу́р (рос. Ляльшур) — присілок у складі Шарканського району Удмуртії, Росія.

## Населення
Населення — 398 осіб (2010; 373 у 2002).
Національний склад станом на 2002:
- удмурти — 95 %

## Урбаноніми[3]
- вулиці — Верещагіна, Джерельна, Зарічна, Лучна, Молодіжна, Польова, Радянська, Центральна